# Ernst-Moritz-Arndt-Haus (Bonn)

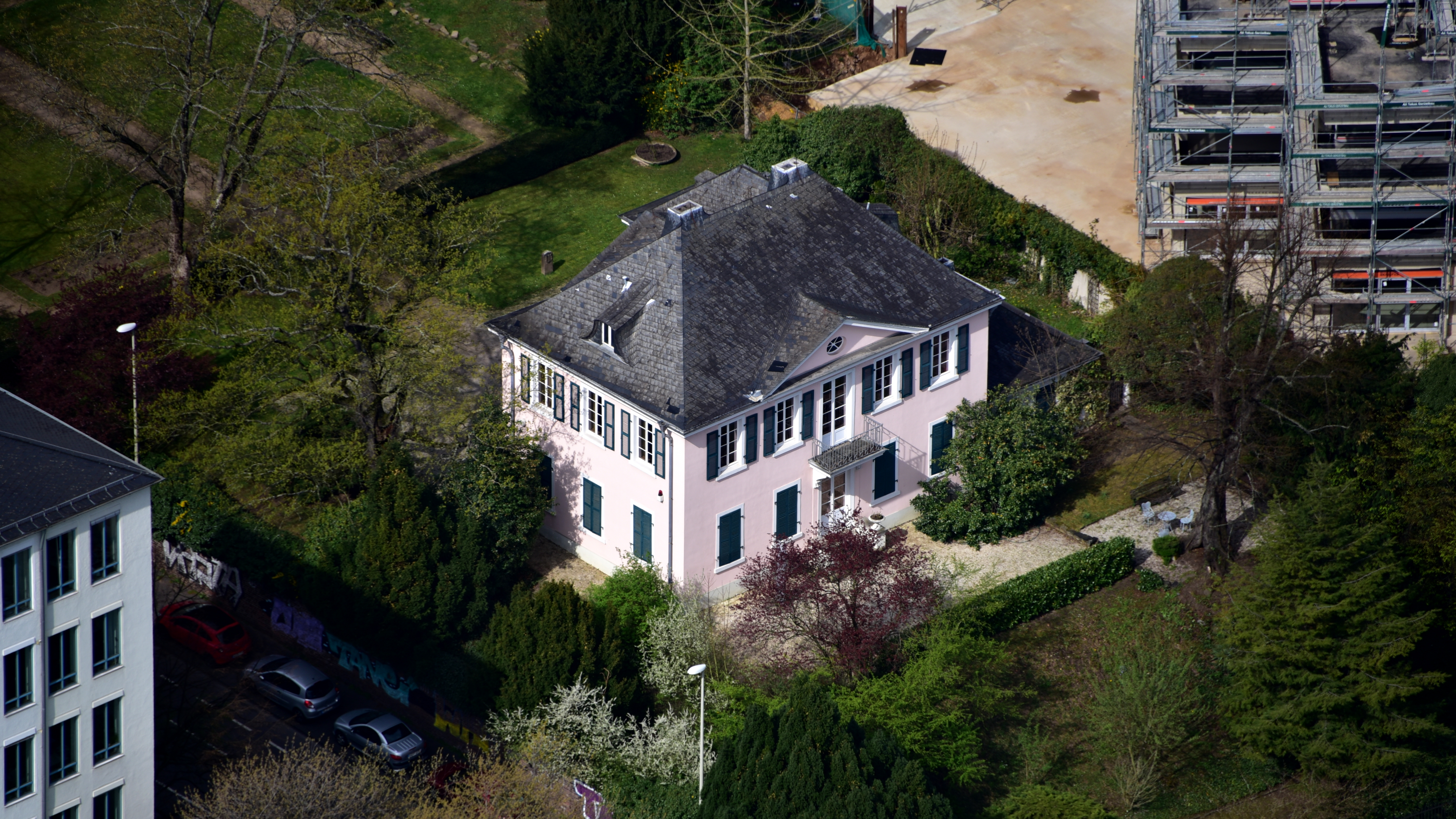
Luftaufnahme (2018)

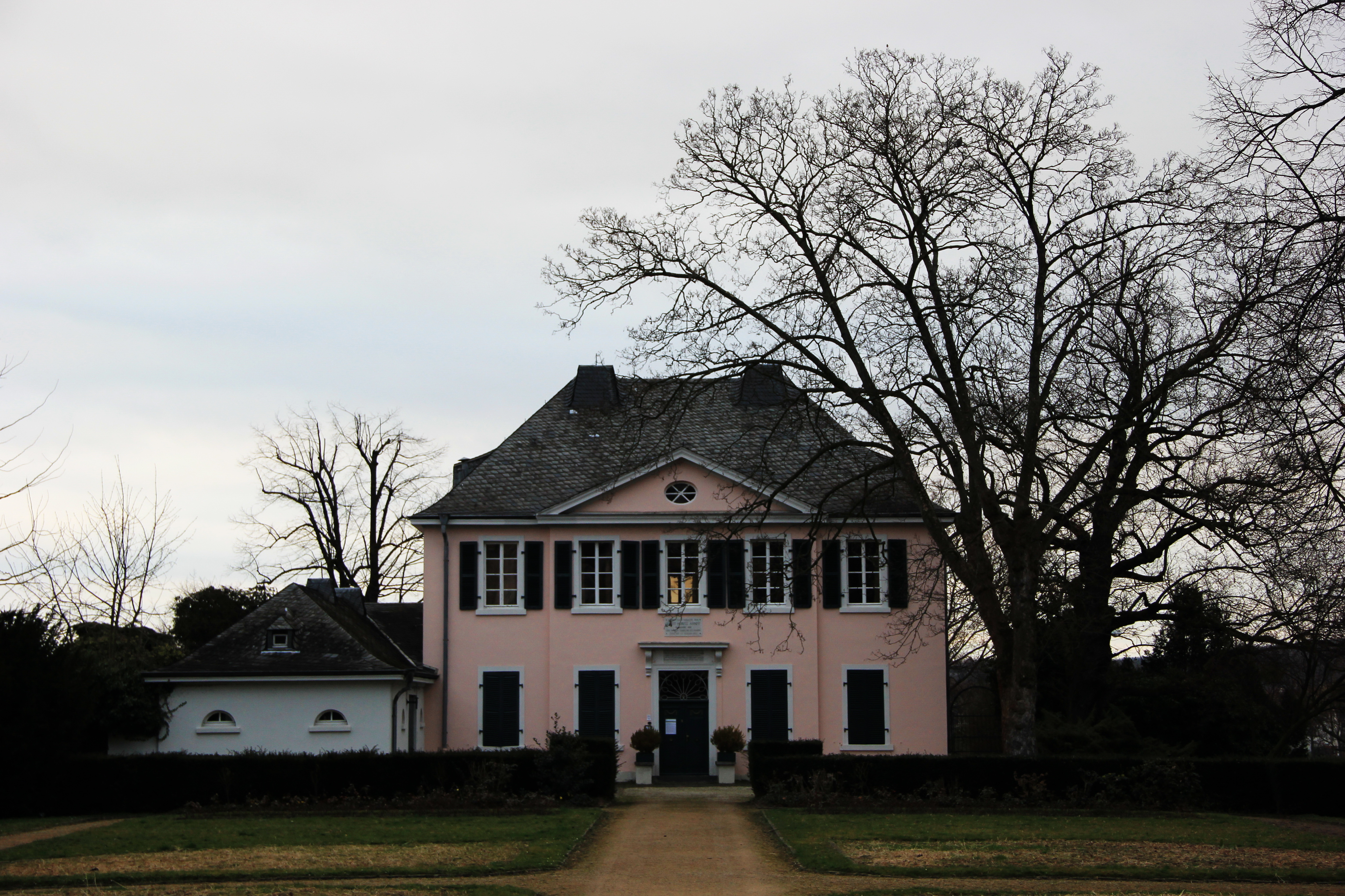
Frontfassade der Villa im Jahr 2015

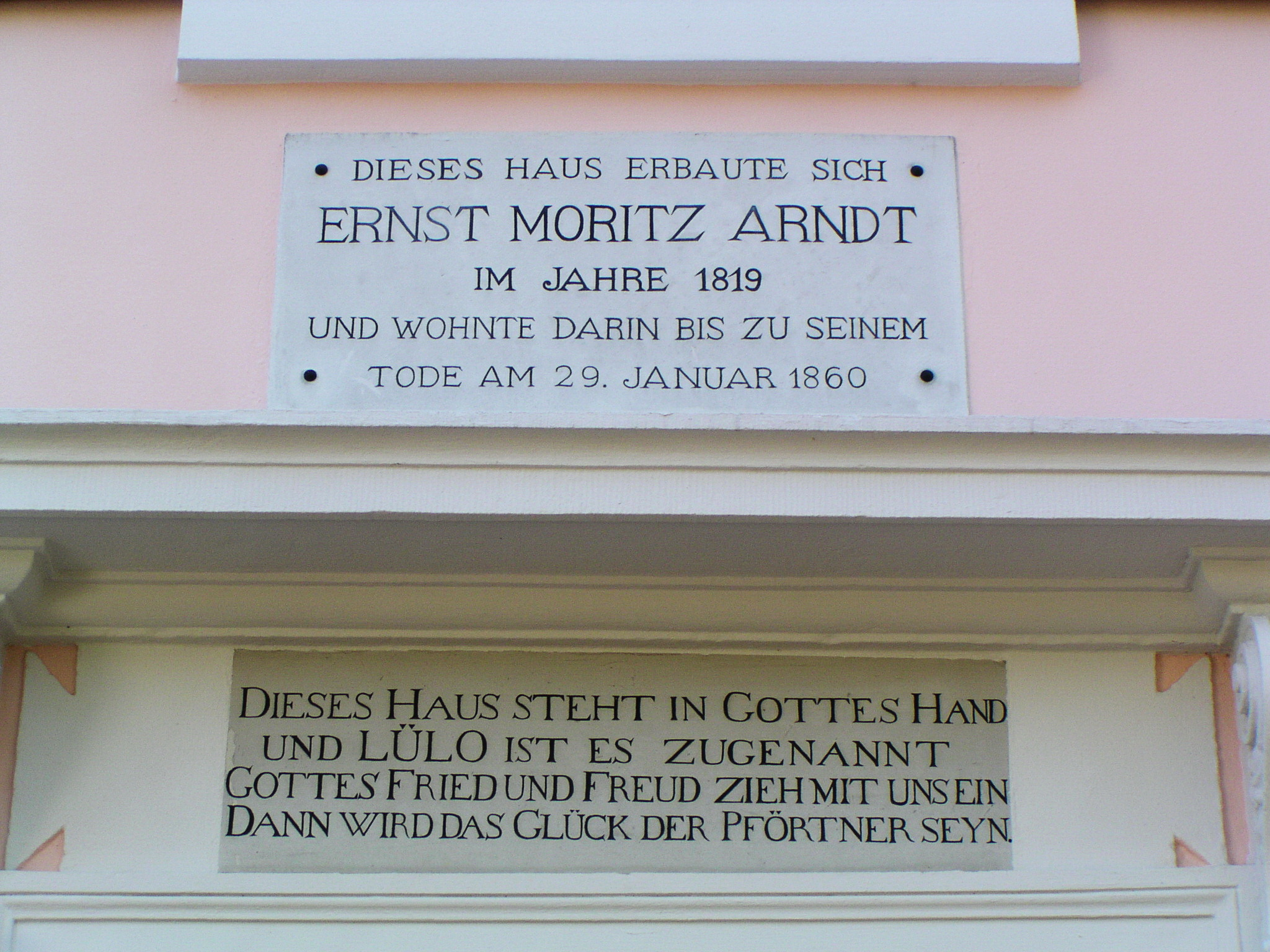
Inschriften am Haus

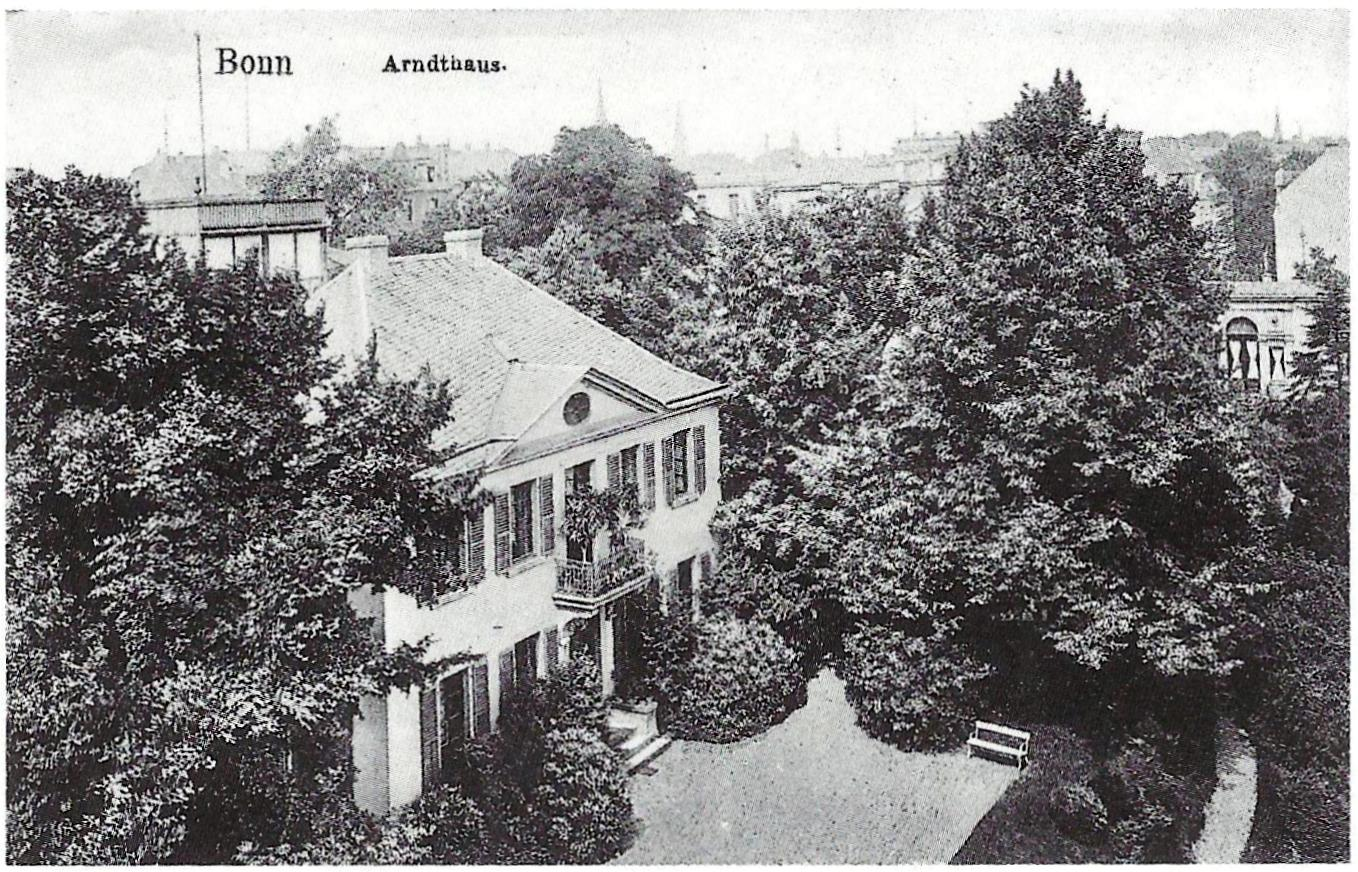
Die rückwärtige Fassade zum kleinen Garten hin; Foto um 1900

Das Ernst-Moritz-Arndt-Haus im Bonner Ortsteil Südstadt wurde für den Lyriker Ernst Moritz Arndt errichtet.
Das Gebäude aus dem 19. Jahrhundert ist die älteste Bonner Rheinvilla und wird heute als Dependance des Stadtmuseums Bonn genutzt. Es liegt an der Adenauerallee 79, rund 50 Meter vom Rheinufer entfernt. Die Villa steht unter Denkmalschutz.

## Geschichte
Ernst Moritz Arndt ließ die Villa ab spätestens Januar 1819 in einem Weinanbaugebiet außerhalb der damaligen Stadtmauern errichten. Der Bauherr war 1818 als Professor für Neuere Geschichte an die neu gegründete und in der Nähe gelegene Rheinische Friedrich-Wilhelms-Universität nach Bonn berufen worden und hatte im selben Jahr zwei Weingärten auf einer Anhöhe unmittelbar am Rhein erworben. Als Architekt wurde der Königlich Preußische Bauinspektor Friedrich Waesemann verpflichtet. Bereits im Oktober 1819 zog die Familie Arndt in das Haus ein, noch bevor im darauffolgenden Februar der Innenausbau abgeschlossen und im September 1820 der rosafarbene Anstrich vollendet wurde. In der Villa lebte Arndt bis zu seinem Tod im Jahr 1860. Seit 1867 befindet sich das Gebäude im Besitz der Stadt Bonn.
Die spätklassizistisch gestaltete Villa liegt auf einem rund 6000 Quadratmeter großen, rechteckigen Grundstück, das sich von der Adenauerallee bis zur Rheinuferstraße (hier: Rathenauufer) erstreckt; die Villa befindet sich am Ostende der parkähnlichen Anlage, oberhalb des Rheins. Das Gebäude steht auf rechteckigem Grundriss, es besteht aus zwei oberirdischen Stockwerken und einem hohen Walmdach. Front- und rückwärtige Fassade sind fünfachsig gegliedert, an der Frontseite tritt ein dreiachsiger Risalit hervor, der von einem Dreiecksgiebel gekrönt ist. Dieser Giebel findet sich auch auf der Rückseite, hier jedoch ohne Risalit. An der Nordseite der Villa schließt sich ein eingeschossiges, ebenfalls mit Walmdach versehenes Wirtschafts- und Garagengebäude an.
Eine Inschrift im Türgesims der Frontfassade bezieht sich nach Angaben des Erbauers auf „einen süßen Fleck“ in der Rügenschen Heimat. Vermutlich ist ein gleichnamiges, kleines Eichenwäldchen in der Nähe von Arndts Geburtsort Groß Schoritz gemeint.

„Dieses Haus steht in Gottes Hand und Lülo ist es zugenannt[.] Gottes Fried und Freud zieht mit uns ein[,] dann wird das Glück der Pförtner sein“

Seit 1989 führt das in dem Jahr gegründete Bonner Stadtmuseum die Nutzung der Villa für Sonderausstellungen, Konzerte und Lesungen fort.

## Museum
Neben der Nutzung für Veranstaltungen oder Ausstellungen wird die Arndt-Villa als Museum geführt. Im Obergeschoss befindet sich eine an der Bauzeit orientierte Einrichtung im Biedermeier-Stil. Die Leitung des Museums und der Ausstellungen liegt bei Yvonne Katzy.

## Ausstellungen (Auswahl)
- Internationale Künstler in Bonn 1700–1860: Bildende Kunst zur Zeit der Kurfürsten Joseph Clemens und Clemens August, September 1984, Ausstellung des Stadtarchivs und der Wissenschaftlichen Stadtbibliothek Bonn.[7]
- Jacob Wassermann (1873 bis 1934): Ein Weg als Deutscher und Jude, Oktober bis November 1984, Ausstellung anlässlich des 50. Todestages, Städtische Kunstsammlung Bonn.[8]
- Joseph von Eichendorff (1788–1857): Ich bin mit der Revolution geboren, Juli 1988, Ausstellung der Eichendorff-Gesellschaft.[9]
- Diverse Sonderausstellungen zum Bonner Robert Schumann seit 1993: Robert Schumann und die Dichter, Album für die Jugend, Clara und Robert Schumann: Zeitgenössische Portraits, Clara Schumann (1996), An den Rhein, an den Rhein (2002), Zwischen Poesie und Musik: Robert Schumann – früh und spät (2006), Robert Schumann – Lebensstationen, Wohnorte und Reiseziele (2010).[10]
- Sibylle Mertens-Schaaffhausen (1797–1857): Zum 150. Todestag der „Rheingräfin“, September bis November 2007, Ausstellung des Stadtmuseums Bonn
- Wesendoncks in Bonn? Die Wesendonckschen Familienporträts im Bestand des Stadtmuseums Bonn. Wagners Muse und ihre Familie, Oktober 2013 bis Februar 2014, Ausstellung zur Familie von Mathilde Wesendonck.[11]
- Mord in Bonn vor 150 Jahren: Der Koch, die Könige und der letzte deutsche Sommer vor Bismarck, Mai bis August 2015, Ausstellung zu den deutsch-englischen Beziehungen von der zweiten Hälfte des 19. Jahrhunderts bis zum Ersten Weltkrieg.[12]